# ماکسیم کالینیچنکو
ماکسیم کالینیچنکو (اوکراینی: Максим Сергійович Калиниченко؛ زادهٔ ۲۶ ژانویهٔ ۱۹۷۹) بازیکن فوتبال اهل اوکراین است. وی همچنین در تیم ملی فوتبال اوکراین بازی کرده‌است.